# Wilhelm Kestranek
Wilhelm Kestranek (* 22. Mai 1863 in Branowitz, Mähren; † 19. Mai 1925 in Wien) war ein österreichischer Industrieller.

## Leben und Wirken
Kestranek war das älteste von sieben Kindern von Johann und Karoline Kestranek und stammte väterlicherseits aus einer wohlhabenden, angesehenen Pilsener Bürgerfamilie. Sein Vater war ein hoher Beamter bei der Kaiser Ferdinands-Nordbahn. Als Vertrauter und Mitarbeiter von Karl Wittgenstein wurde er von diesem 1898 als sein Nachfolger zum Zentraldirektor der Prager Eisenindustrie-Gesellschaft gemacht. Er führte das Unternehmen aus dem Einflussbereich der Creditanstalt in jenen der Niederösterreichischen Escompte-Gesellschaft und vertrat Wittgensteins umstrittene Kartellierungs- und Hochpreispolitik mit viel Durchsetzungsvermögen. Kestranek ließ sich 1906–07 in Sankt Gilgen am Wolfgangsee eine mächtige Villa erbauen und blieb bis in die 1920er Jahre eine bekannte Führungspersönlichkeit in Österreichs Industrie. Seine Funktion als Präsident der Alpine Montangesellschaft musste er allerdings nach deren Übernahme durch Hugo Stinnes räumen. Auch im Familienclan der Herz-Kestraneks kam „Vilmos“ Kestranek die Führungsrolle zu. Er trat auch als Mäzen der Künste auf, etwa als Mitbegründer des Mozarteums in Salzburg und als Förderer der Sängerin Lotte Lehmann. 
Wilhelm Kestranek verstarb im 62. Lebensjahr überraschend an einem Herzschlag. Der ungewöhnlich offen formulierte Nachruf in der Neuen Freien Presse vom 19. Mai 1925 (Abendausgabe) nennt Kestranek eine „ungestüme“ Persönlichkeit, eine „Kampfnatur“, die allerdings im „politischen Leben keine Rolle gespielt“ habe und deutet an, dass der frühe Tod des älteren der beiden Söhne Kestraneks etwas mit den Konflikten mit seinem Vater zu tun gehabt haben könnte. Kestraneks Frau Marie, geborene Lenk, starb unmittelbar im Gefolge des Todes ihres Mannes an einem Schlaganfall.
Ein Cousin von Wilhelm Kestranek war Paul Kestranek (1856–1929), General der Infanterie und letzter Korpskommandant von Prag. Ein Großneffe ist der Schauspieler Miguel Herz-Kestranek.